# Pineville (Carolina del Nord)
Pineville és una població dels Estats Units a l'estat de Carolina del Nord. Segons el cens del 2007 tenia 4.267 habitants.

## Demografia
Segons el cens del 2000, Pineville tenia 3.449 habitants, 1.632 habitatges i 744 famílies. La densitat de població era de 373 habitants per km².
Dels 1.632 habitatges en un 19,9% hi vivien nens de menys de 18 anys, en un 31,1% hi vivien parelles casades, en un 10% dones solteres, i en un 54,4% no eren unitats familiars. En el 42,3% dels habitatges hi vivien persones soles el 7,4% de les quals corresponia a persones de 65 anys o més que vivien soles. El nombre mitjà de persones vivint en cada habitatge era de 2,04 i el nombre mitjà de persones que vivien en cada família era de 2,8.
Per edats la població es repartia de la següent manera: un 17,5% tenia menys de 18 anys, un 13% entre 18 i 24, un 42,2% entre 25 i 44, un 16,1% de 45 a 60 i un 11,2% 65 anys o més.
L'edat mediana era de 32 anys. Per cada 100 dones de 18 o més anys hi havia 97,6 homes.
La renda mediana per habitatge era de 38.261 $ i la renda mediana per família de 45.500 $. Els homes tenien una renda mediana de 30.833 $ mentre que les dones 29.508 $. La renda per capita de la població era de 21.958 $. Entorn del 3,6% de les famílies i el 6,6% de la població estaven per davall del llindar de pobresa.

## Poblacions més properes
El següent diagrama mostra les poblacions més properes.